# Топори (Бердичівський район)
Топори́ — село в Україні, в Ружинській селищній громаді Бердичівського району Житомирської області. Населення становить 1109 осіб.

## Історія
Колишній орган місцевого самоврядування — Топорівська сільська рада.

## Географія
Селом протікає річка Оріховатка.

## Відомі люди
- Бузинний Олександр Тихонович (1889 — після 1930) — український літературознавець, архівіст, педагог.
- Фоя Людмила Адамівна — активістка УПА, учасниця контрозвідувальної операції проти НКВД, співробітниця підпільної преси під всевдонімом Марко Перелесник.
- Блюм Ярослав Борисович (нар. 1956) — український біолог, академік НАН України.
- Литвак Петро Венедиктович (1930—2007) — український науковець, доктор біологічних наук.
- Лянга Олександр Володимирович (1979—2022) — солдат, Військово-Морських сил Збройних Сил України, учасник російсько-української війни, що загинув у ході російського вторгнення в Україну в 2022 році.
- Яценко Михайло Іванович (1991—2022) — учасник російсько-української війни, що загинув у ході російського вторгнення в Україну в 2022 році.